# Amaurobius asuncionis
Amaurobius asuncionis is een spinnensoort in de taxonomische indeling van de nachtkaardespinnen (Amaurobiidae).
Het dier behoort tot het geslacht Amaurobius. De wetenschappelijke naam van de soort werd voor het eerst geldig gepubliceerd in 1946 door Cândido Firmino de Mello-Leitão.